# Distrito de Mariano Nicolás Valcárcel

Provincia de Camaná en Arequipa

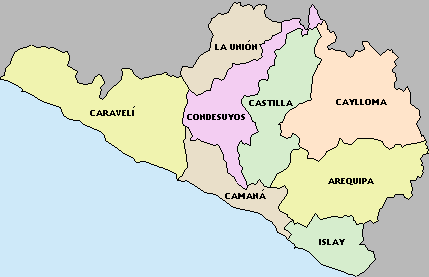
Provincias de Arequipa

El distrito de Mariano Nicolás Valcárcel (más conocido como distrito de Urasqui), es uno de los 8  distritos que conforman la provincia de Camaná en el Departamento de Arequipa, bajo la administración del Gobierno regional de Arequipa, en el sur del Perú.
Desde el punto de vista jerárquico de la Iglesia católica forma parte de la Prelatura de Chuquibamba en la Arquidiócesis de Arequipa.

## Historia
El distrito fue creado mediante Ley n.º 9999 del 3 de noviembre de 1944, en el gobierno del Presidente Manuel Prado Ugarteche.
Aluvión de Secocha del 2023
El 6 de febrero de 2023, producto de las intensas lluvias, un huaico cayó en los centros poblados mineros de Secocha y Posco Misky arrasando todo a su paso y causando la muerte de más de 18 personas, numerosos desaparecidos y varias familias damnificadas.

## Mariano Nicolás Valcarcel
Nacido en 1852, en 1882 el gobierno presidencial del contraalmirante Lizardo Montero Flores instalado en Arequipa lo designó como Ministro de Relaciones Exteriores.

## Geografía
Situado en el extremo occidental de la provincia, linda al este con el Distrito de Ocoña y cuenta con las siguientes localidades: Urasqui (capital), Jayhuiche, Cerro Barroso, Secocha, Misky, San Martín y Venado.

## Autoridades

### Municipales
- 2011-2014[4]
  - Alcalde: Helarf Portocarrero Carnero, Movimiento Independiente Alianza por Arequipa (AxA).
  - Regidores: Pascual Roque Neyra Carpio (AxA), Henry Fausto Colque Lajo (AxA), Elizabeth Leonor Mansilla Huashuayo (AxA), Carmen Victoria Jara Espinoza (Fuerza Arequipeña).
- 2014-2018
  - Alcalde : Luis Miguel Lava Franco .

- 2019-2022
  - Alcalde : Helarf Portocarrero Carnero
- 2023-2026
  - Alcalde: Wilian Alvarado Sanchez

### Religiosas
- Obispo Prelado: Mons. Mario Busquets Jordá.
- autoridad actual-2015-2019

```
Alcalde(2015-2018) :Luis Miguel Lava Franco
```

## Festividades
- Santa Rosa.